# Małuszów (Jawor)
Pour les articles homonymes, voir Małuszów.
Małuszów (en allemand : Malitsch) est une localité polonaise de la gmina de Męcinka, située dans le powiat de Jawor en voïvodie de Basse-Silésie.
Le village se situe dans la région historique de Basse-Silésie, sur la route qui mène de la ville de Jawor à Legnica.

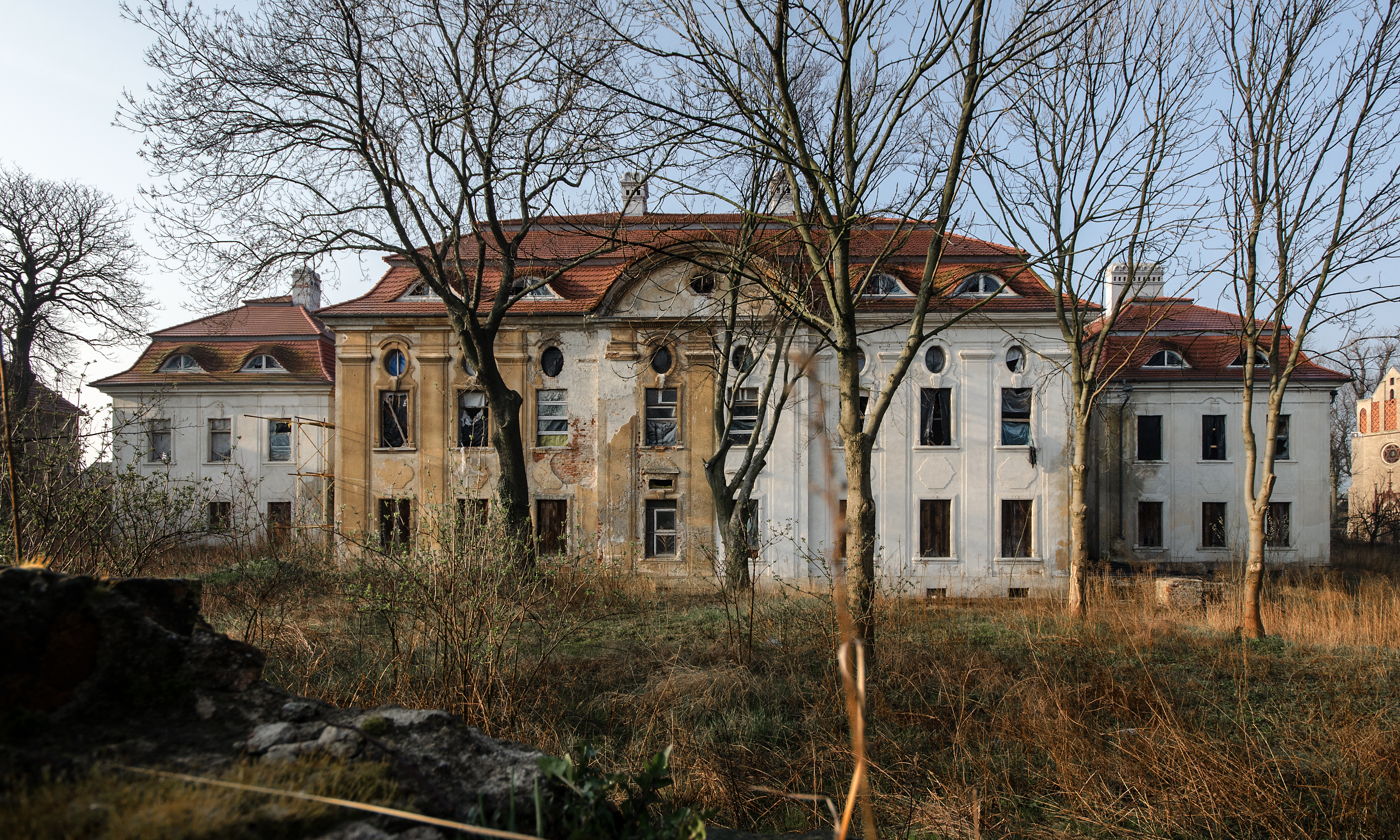
Le château.

Le château de Malitsch fut construit au début du XVIIe siècle, il a été remanié à l'époque Baroque. Il était la propriété de la famille Richthofen avant d'être acheté par le grand-duc Louis de Hesse et, plus tard, par le roi Louis Ier de Bavière. 
Jusqu'à la fin de la Seconde Guerre mondiale, le village faisait partie du district de Liegnitz au sein de la Silésie prussienne. En 1945, la région fut conquise par l'Armée rouge et rattachée à la république de Pologne. La population germanophone restante était expulsée.